# Elenco de Aquele Beijo
Esta é a lista do elenco de Aquele Beijo, telenovela brasileira produzida pela TV Globo e exibida de 17 de outubro de 2011 a 14 de abril de 2012.

## Elenco
| Intérprete             | Personagem                                           |
| ---------------------- | ---------------------------------------------------- |
| Giovanna Antonelli     | Claudia Colaboro                                     |
| Ricardo Pereira        | Vicente Santelmo                                     |
| Marília Pêra           | Maruschka Lemos de Sá                                |
| Herson Capri           | Alberto Lemos de Sá                                  |
| Victor Pecoraro        | José Rubens Lemos de Sá (Rubinho)                    |
| Grazi Massafera        | Lucena Gimenez de Paula                              |
| Fiuk                   | Agenor Barbosa                                       |
| Bruna Marquezine       | Beleza Maria Falcão (Belezinha)                      |
| Juliana Didone         | Brigitte Almeida                                     |
| Sheron Menezzes        | Sarita de Souza                                      |
| Leilah Moreno          | Grace Kelly de Souza                                 |
| Fernanda Souza         | Camila Colaboro                                      |
| Frederico Reuter       | Ricardo dos Reis                                     |
| Karin Hils             | Bernadete do Amaral                                  |
| Daniel Torres          | Orlando Furtado (Orlandinho)                         |
| Diogo Vilela           | Felizardo Barbosa                                    |
| Stella Miranda         | Locanda Barbosa                                      |
| Bia Nunnes             | Damiana Barbosa (falsa) / Antônia Cascadura (Toinha) |
| Maria Maya             | Raíssa Barbosa                                       |
| Raoni Carneiro         | Sebastião                                            |
| Nívea Maria            | Regina Colaboro                                      |
| Bruno Garcia           | Joselito dos Santos                                  |
| Cláudia Jimenez        | Iara dos Santos (Mãe Iara)                           |
| Zezeh Barbosa          | Deusa de Souza, Condessa de Villiers                 |
| Mary Sheyla            | Marisol de Souza                                     |
| Maria Zilda Bethlem    | Olga Jardim                                          |
| Patrícia Bueno         | Otília Jardim                                        |
| Cynthia Falabella      | Estela Jardim                                        |
| Elizângela             | Íntima Falcão                                        |
| Sandro Christopher     | Roberto Falcão (Bob)                                 |
| Luís Salém             | José Rubens Lemos de Sá (Ana Girafa)                 |
| Hugo Gross             | Tibério                                              |
| Jacqueline Laurence    | Mirta                                                |
| Marina Mota            | Amália                                               |
| Ernani Moraes          | Olavo Gurgel                                         |
| Renata Celidônio       | Marieta das Dores Gurgel                             |
| Thelma Reston          | Violante das Dores                                   |
| Jandir Ferrari         | Raul                                                 |
| Maria Vieira           | Brites                                               |
| Maria Gladys           | Eveva                                                |
| Malu Stanchi           | Maria das Graças (Graciosa)                          |
| José D'Artagnan Júnior | Valério                                              |
| Luciano Borges         | Teleco                                               |
| Priscila Marinho       | Maria Taluda da Silva (Chocotona)                    |
| Ângela Rebello         | Vera                                                 |
| Jorge Maya             | Cabo Rusty                                           |
| Lana Guelero           | Raimundinha                                          |
| Mariah da Penha        | Dalva                                                |
| Edi Botelho            | Henrique                                             |
| Maysa Mundim           | Juliana Meira                                        |
| Thereza Piffer         | Gisele                                               |
| Edgar Bustamante       | Ticiano                                              |
| Renata Ghelli          | Jorgette                                             |
| Pedro Medina           | Renato                                               |
| Duda Costa             | Cléo Lemos de Sá                                     |
| Ana Paula Botelho      | Braulina                                             |
| Frederico Volkmann     | Tide                                                 |
| Carlos André Costa     | Mario ( Menino do orfanato)                          |
| Yedda Alves            | Yedda                                                |
| Pedro Henrique Lopes   | Wanderley                                            |
| Karina Marthin         | Odessa                                               |
| Karin Roepke           | Alana                                                |
| Eliseu Carvalho        | Carneirinho                                          |

### Elenco de apoio
| Intérprete      | Personagem                         |
| --------------- | ---------------------------------- |
| Vivian Duarte   | Janete (costureira da Chunnel)     |
| Tati Pasquali   | Neide (costureira da Chunnel)      |
| Renata Imbriani | Josélia (costureira da Chunnel)    |
| Silvana D'Lacoc | Gansa (costureira da Chunnel)      |
| Brenda Nadler   | Passarinha (costureira da Chunnel) |
| Cláudia Ricart  | Kínoa (costureira da Chunnel)      |
| Mariana Consoli | Irani (costureira da Chunnel)      |
| Niana Machado   | Formiga (costureira da Chunnel)    |
| Paula Lafayette | Tarsila (costureira da Chunnel)    |
| Paula Frascari  | Pilori (costureira da Chunnel)     |

### Participações especiais
| Intérprete            | Personagem                               |
| --------------------- | ---------------------------------------- |
| Elisa Lucinda         | Diva de Souza                            |
| Manolo Cardona        | Juan                                     |
| Marcélia Cartaxo      | Damiana Barbosa                          |
| Marcelo Picchi        | Hélio Perunadona                         |
| Jesus Luz             | Bonequeiro                               |
| Carla Daniel          | Evelise                                  |
| Carlo Porto           | Eduardo                                  |
| Angela Dippe          | Carmem                                   |
| Bruno Padilha         | Dr. Paulo                                |
| Hilda Rebello         | Amiga de Violante                        |
| Adriana Prado         | Capitã Antônia                           |
| Anja Bittencourt      | Cida                                     |
| Bethy Lagardère       | Ashuarya                                 |
| Camilo Bevilacqua     | Dr. Freire                               |
| Charles Myara         | Detetive Everton                         |
| Júlio Levy            | Herval                                   |
| Jacqueline Dalabona   | Iolanda                                  |
| Luiz Baccelli         | Juiz do julgamento de Olga               |
| Márcio Vito           | Marinho                                  |
| Monique Lafond        | Cliente de Mãe Iara                      |
| Nando Rodrigues       | Luciano                                  |
| Rafaela Ferreira      | Danielle                                 |
| Ricardo Pavão         | Dr. Paulo                                |
| Rogério Falabella     | Dr. Nebarian                             |
| Vinícius Manne        | Advogado de Sebastião                    |
| Renata Castro Barbosa | Palestrante                              |
| Tatyane Goulart       | Participante da palestra para casais     |
| Alexandre Carlomagno  | Participante da palestra para casais     |
| Suzana Abranches      | Participante da palestra para casais     |
| Helô Pinheiro         | Ela mesma                                |
| Humberto Carrão       | Ele mesmo                                |
| Sidney Sampaio        | Ele mesmo                                |
| Bruno de Luca         | Ele mesmo                                |
| Geovanna Tominaga     | Ela mesma                                |
| Luigi Baricelli       | Ele mesmo                                |
| Carlinhos de Jesus    | Ele mesmo                                |
| Max Porto             | Ele mesmo                                |
| Diego Alemão          | Ele mesmo                                |
| Fani Pacheco          | Ela mesma                                |
| Maria Melilo          | Ela mesma                                |
| Adalberto Nunes       | Vendedor de bilhete de loteria           |
| Antonio Barboza       | Padre                                    |
| Ariane Rocha          | Cristiane                                |
| Bruno Faria           | Luiz Guilherme Moreira Bastos            |
| Caio Mendonça         | Cliente de Mãe Iara que a assalta        |
| Caio Togni            | Samarino                                 |
| Márcia do Valle       | Cliente do salão de beleza de Ana Girafa |
| Marília Boaretto      | Karin                                    |
| Murillo Pereira       | Marcelo                                  |
| Paulo Vespúcio        | Pedreiro contratado por Felizardo        |
| Pia Manfroni          | Cliente de Mãe Iara                      |
| César Calixto         | Davi                                     |
| Cléber Salgado        | Bitola                                   |
| Daniel Iasi           | Detetive Mário                           |
| Gustavo Novaes        | Dr. Nunes                                |
| Henrique Taxman       | Fotógrafo de Marieta                     |
| Prazeres Barbosa      | Almira                                   |
| Jhama                 | Hérondi                                  |
| João Vithor Sanches   | Robertinho                               |
| Leandra Lopez         | Francisca                                |
| Leandro Develly       | Cliente de Mãe Iara                      |
| Ronan Horta           | Marigona                                 |
| Rubens Araújo         | Jorge                                    |
| Sérgio Monte          | Advogado de Violante                     |
| Sérgio Stern          | Juiz do casamento de Cláudia e Rubinho   |
| Ronan Horta           | Marigona                                 |
| Rubens de Araújo      | Jorge                                    |
| Sérgio Monte          | Advogado de Violante                     |
| Sérgio Stern          | Juiz do casamento de Cláudia e Rubinho   |
| Valeska Kohan         | Hermanita                                |